# الشمولية والديمقراطية
الشمولية والديمقراطية هو كتاب صدر عام 2002م من قِبل (إيريس ماريو يونغ)، تم نشره بواسطة (مطبعة جامعة أكسفورد.)

## نظرة عامة
تُراعي (يونغ) الديمقراطية في مجتمع مُتعدد الثقافات، وتوصي بالمسار نحو مُشاركة أكثر شمولاً في السياسة الديمقراطية، بالنظر إلى المُثل العُليا للشمولية والاستبعاد، وغالباً ما يتم تهميش الأفراد والجماعات من خلال عمليات المناقشة والقرار.
حيث أن بعض أشكال التعبير هي ضحايا التحيز. بالنسبة ليونغ فهي ترى وظائف وقفات النداء الاحتجاجي، على أنه سرد يوسع فهمنا للتواصل الديمقراطي.
يمكن للأفراد الذين يعيشون في مجتمعات واسعة النطاق تحوي على أشكال من التواصل المُتعدد أن يقوموا بتفعيل مفاهيم مثل الميدان العام والمُجتمع المدني. وفقاً لحُججها فإن المؤسسات العالمية بإمكانها توسيع نطاق التفاعلات الاجتماعية والاقتصادية لتشمل التحيز الطبقي والعرقي والنوعي في العمليات الديمقراطية.